# شهر ترس: نیویورک در مقابل مافیا
شهر ترس: نیویورک در مقابل مافیا (انگلیسی: Fear City: New York vs The Mafia) یک مستند آمریکایی در ژانر جنایت واقعی، دربارهٔ تشکیلات تبهکاری پنج خانوادهٔ نیویورک (کلمبو، جینوویسه، بونانو، گامبینو و لوچزه) است.

## مقدمه
این سریال از دیدگاه اداره تحقیقات فدرال روایت می‌شود و جزئیاتی را بیان می‌کند که چگونه اجرای شنود توانست مافیا را در دادگاه کمیسیون مافیا سرنگون کند. این مجموعه در نتفلیکس منتشر شد و چهره‌هایی همچون رودی جولیانی، مایکل فرانزیس و جان الیت در آن حضور دارند.

## قسمت‌ها
| شم. | عنوان               | تاریخ پخش اصلی |
| --- | ------------------- | -------------- |
| ۱   | «قانون مافیا»       | ۲۲ ژوئیه ۲۰۲۰  |
| ۲   | «نوارهای پدرخوانده» | ۲۲ ژوئیه ۲۰۲۰  |
| ۳   | «روز قضا»           | ۲۲ ژوئیه ۲۰۲۰  |

## انتشار
شهر ترس: نیویورک در مقابل مافیا ۲۲ ژوئیهٔ ۲۰۲۰ در نتفلیکس منتشر شد.

## بازخورد
این مجموعه در بازبینی جمعی در راتن تومیتوز توانست براساس ۱۷ نقد، امتیاز ۷۱٪ را به همراه امتیاز ۷٫۲۵/۱۰ را کسب کند. در اجماع نقادان این وبگاه آمده‌است: «مصاحبه‌های گیرا و سبک جذاب به شهر ترس کمک می‌کند اما برای کسانی که پیشتر با این پرونده آشنا هستند، بینش‌های جدید کمی خواهد داشت.» این مستند در متاکریتیک براساس نظر ۱۰ نقاد، میانگین وزنی ۶۱ از ۱۰۰ را دارد که نشان‌دهندهٔ «نقدهای عموماً مطلوب» است.
دانیل فینبرگ در بررسی این مجموعه برای هالیوود ریپورتر اظهار کرد که این سریال «داستان‌سرایی کلیشه‌ای با دیدگاه اجرای قانون» دارد و نوشت: «ای کاش سازگاری بیشتری با زمان و نحوهٔ استفاده از دستگاه نمایش مجدد وجود داشت اما چاله‌های درهم‌برهم در سرتاسر شهر ترس وجود دارد.» جان اندرسن در وال‌استریت جورنال آورد: «این مجموعه تاریخچه‌ای از تحقیقات درمورد جنایات سازمان‌یافته در دههٔ ۱۹۷۰ تا ۱۹۸۰ نیویورک را ارائه می‌دهد.»